# Tomaculamon stenixys
Tomaculamon stenixys is een krabbensoort uit de familie van de Potamidae. De wetenschappelijke naam van de soort is voor het eerst geldig gepubliceerd in 1997 door Yeo & Ng.